# 加茂町 (島根県)
加茂町（かもちょう）は、かつて島根県の東部にあった町。大原郡に属した。2004年（平成16年）11月1日に周辺の5町村と合併して雲南市となり、消滅した。現在は雲南市加茂町（かもちょう）となっている。

## 地理
島根県の内陸部に位置していた。

## 歴史
- 1889年（明治22年）4月1日 - 町村制の施行により大原郡加茂中村、大西村、近松村、立原村が合併して、加茂村が発足[1]。
- 1929年（昭和4年）10月2日 - 町制施行し加茂町となる[1]。
- 1934年（昭和9年）5月1日 - 神原村・屋裏村と合併して、改めて加茂町が発足。
- 2004年（平成16年）11月1日 - 木次町・大東町・飯石郡三刀屋町・掛合町・吉田村と合併して雲南市が発足。同日加茂町廃止。

## 教育
- 加茂町立加茂小学校
- 加茂町立加茂中学校

## 交通

### 鉄道
- JR木次線 - 加茂中駅

### 国道
- 国道54号

### 県道
- 島根県道157号出雲大東線
- 島根県道197号木次直江停車場線
- 島根県道214号加茂中停車場線